# Karpaty Lwów (piłka nożna kobiet)
ŻFK Karpaty Lwów (ukr. ЖФК «Карпати» Львів) – ukraiński klub piłki nożnej kobiet, mający siedzibę w mieście Lwów na zachodzie kraju. Jest sekcją piłki nożnej kobiet w klubie Karpaty Lwów. Od sezonu 2020/21 występuje w rozgrywkach ukraińskiej Wyższej ligi.

## Historia
Chronologia nazw:
- 2014: ŻFK Karpaty Lwów

Klub piłkarski ŻFK Karpaty Lwów został założony we Lwowie w 2014 roku. Początkowo drużyna uczestniczyła w lokalnych turniejach amatorskich. W sezonie 2018/19 klub zgłosił się do rozgrywek Pierwszej ligi. W sezonie 2019/20 w rundzie jesiennej zespół zajął pierwsze miejsce w grupie A Pierwszej ligi, ale w związku z COVID-19 runda wiosenna nie została rozegrana a klub otrzymał promocję Wyższej ligi.

## Barwy klubowe, strój, herb, hymn
|  |  |

Klub ma barwy zielono-białe. Piłkarki domowe spotkania zazwyczaj grają w białych koszulkach, białych spodenkach oraz białych getrach.
Klub przyjął herb męskiego klubu, który powstał w 2003. W 2020 herb zmienił swój wygląd.

## Sukcesy

### Trofea międzynarodowe
Nie uczestniczył w rozgrywkach europejskich (stan na 31-05-2018).

### Trofea krajowe
| \| \| Zdobyte trofea w rozgrywkach Ukrainy (stan na: 31-05-2021) \| |                                                            |      |          |
| Rozgrywki                                                           | Osiągnięcie                                                | Razy | Sezon(y) |
| Mistrzostwo                                                         | I miejsce                                                  | 0    |          |
| Mistrzostwo                                                         | II miejsce                                                 | 0    |          |
| Mistrzostwo                                                         | III miejsce                                                | 0    |          |
| Mistrzostwo                                                         | ? miejsce                                                  | 1    | 2020/21  |
| Puchar                                                              | zdobywca                                                   | 0    |          |
| Puchar                                                              | finalista                                                  | 0    |          |
| Puchar                                                              | ćwierćfinalista                                            | 1    | 2020/21  |
| II liga                                                             | I miejsce                                                  | 0    |          |
| II liga                                                             | II miejsce                                                 | 0    |          |
| II liga                                                             | III miejsce                                                | 0    |          |
| Ukraina                                                             | Zdobyte trofea w rozgrywkach Ukrainy (stan na: 31-05-2021) |      |          |

## Poszczególne sezony

### Rozgrywki międzynarodowe

#### Europejskie puchary
Nie uczestniczył w rozgrywkach europejskich (stan na 31-05-2018).

### Rozgrywki krajowe
| \| Ukraina \| Bilans występów klubu w rozgrywkach piłkarskich Ukrainy (Stan na 31 maja 2021 r.) \| \| |                                                                                   |        |       |   |   |   |    |    |     |            |        |        |        |
| Poziom                                                                                                | Rozgrywki                                                                         | Sezony | Mecze | Z | R | P | B+ | B– | Pkt | Lata       | Awanse | Spadki | Naj.   |
| I | Wyszcza liha                                                                      | 1      |       |   |   |   |    |    |     | od 2020/21 | 0      | 0      | ?      |
| II | Persza liha                                                                       | 2      |       |   |   |   |    |    |     | 2018–2020  | 1      | 0      | 1      |
| | Puchar Ukrainy                                                                    | 1      |       |   |   |   |    |    |     | od 2020/21 | 0      | 0      | 1/4 f. |
| Ukraina                                                                                               | Bilans występów klubu w rozgrywkach piłkarskich Ukrainy (Stan na 31 maja 2021 r.) |        |       |   |   |   |    |    |     |            |        |        |        |

## Piłkarki, trenerzy, prezydenci i właściciele klubu

### Obecny skład
Stan na 17.05.2021.
| Nr | Poz. | Piłkarz                 |
| -- | ---- | ----------------------- |
| 1  | BR   | Weronika Hudzyk         |
| 2  | OB   | Sołomija Kupjak         |
| 3  | PO   | Stefanija Matwijiszyn   |
| 4  | OB   | Tetiana Wysznewśka      |
| 7  | NA   | Julija Zubar            |
| 8  | PO   | Nadija Stecak           |
| 9  | PO   | Natalija Hałan          |
| 10 | PO   | Julija Rysak            |
| 11 | NA   | Wiktorija Kornijczuk    |
| 12 | OB   | Anna-Maria Kryszczyszyn |

| Nr | Poz. | Piłkarz            |
| -- | ---- | ------------------ |
| 14 | PO   | Nadija Czajka      |
| 16 | OB   | Lilija Curak       |
| 18 | NA   | Lilija Petrusewycz |
| 19 | NA   | Natalija Kornaćka  |
| 21 | PO   | Ołena Tarasenko    |
| 22 | BR   | Inha Mostowa       |
| 23 | OB   | Anna Hołub         |
| 24 | OB   | Sofija Kutniw      |
| 28 | PO   | Marta Kiszczak     |
| 29 | BR   | Oksana Zahirna     |
| 69 | PO   | Jaryna Skiriak     |

### Trenerzy
| Lp. | Imię i nazwisko | Okres urzędowania | Okres urzędowania |
| --- | --------------- | ----------------- | ----------------- |
| 1.  | Nadija Czajka   | 1.07.2018         | obecnie           |

## Struktura klubu

### Stadion
Klub rozgrywa swoje mecze domowe na stadionie Ukraina (do 1991 nazywał się Drużba), który może pomieścić 27 925 widzów i ma wymiary 105 x 68 metrów.

### Sponsorzy
| Lata    | Sponsor      |
| ------- | ------------ |
| od 2018 | Marathon Bet |

| Lata    | Sponsor |
| ------- | ------- |
| od 2018 | Joma    |